# Sunkist WTA Championships 1985
Sunkist WTA Championships 1985 — жіночий тенісний турнір, що проходив на відкритих кортах з ґрунтовим покриттям Amelia Island Plantation на острові Амелія (США). Належав до турнірів 4-ї категорії в рамках Туру WTA 1985. Відбувся вшосте і тривав з 15 квітня до 21 квітня 1985 року. Зіна Гаррісон здобула титул в одиночному розряді й отримала за це 32 тис. доларів США.

## Фінальна частина

### Одиночний розряд
Зіна Гаррісон —  Кріс Еверт-Ллойд 6–4, 6–3
- Для Гаррісон це був 1-й титул в одиночному розряді за сезон і 2-й - за кар'єру.

### Парний розряд
Розалін Феербенк /  Гана Мандлікова —  Карлінг Бассетт /  Кріс Еверт-Ллойд 6–1, 2–6, 6–2
- Для Феербенк це був 2-й титул в парному розряді за сезон і 11-й — за кар'єру. Для Мандлікової це був 2-й титул в парному розряді за сезон і 9-й — за кар'єру.